# Peter Bruhn
Peter Bruhn  (* 3. September 1926 als Hans-Peter Bruhn in Wernigerode; † 4. August 2009) war ein deutscher Bibliothekar und Bibliograph mit Schwerpunkt Literatur aus und über Russland/UdSSR/GUS.

## Leben und Beruf
Nach dem Abitur 1946 am Wernigeröder Fürst-Otto-Gymnasium absolvierte Bruhn ab 1947 ein Studium der Slawistik, Anglistik und Bibliothekswissenschaft an der Martin-Luther-Universität Halle-Wittenberg, das er 1952 mit dem Staatsexamen abschloss. Nach kurzer Lehrtätigkeit an der Martin-Luther-Universität begann er in Berlin an der damaligen Öffentlich-Wissenschaftlichen Bibliothek (der späteren Deutschen Staatsbibliothek) als Referendar eine Ausbildung für den höheren wissenschaftlichen Bibliotheksdienst. Wegen seiner Beteiligung am 17. Juni 1953 musste Bruhn die DDR verlassen. Er setzte seine Ausbildung an der Freien Universität in Westberlin fort und trat 1956 in den Dienst des dortigen Osteuropa-Institutes, aus dem er mit seiner Pensionierung im Jahre 1991 ausschied.
Im Rahmen des Osteuropa-Institutes begründete Bruhn 1956 das Dokumentationszentrum für das Schrifttum aus und über Russland/UdSSR und übernahm 1979 die wissenschaftliche Leitung der Institutsbibliothek. Hier entstand unter seiner Federführung auch die regionalwissenschaftliche Datenbank RussGUS, welche bibliographische Nachweise deutschsprachiger Literatur mit Bezug auf Russland, die UdSSR und deren Nachfolgestaaten für die Jahre 1974 bis 2003 enthält.

## Ausgewählte Publikationen
- Das Bernsteinzimmer von Zarskoje Selo bei Sankt Petersburg, Bibliographie, 2. Auflage, Berlin-Erkner Bock & Kübler 2004. ISBN 3-86155-109-8
- Beutekunst – Bibliographie des internationalen Schrifttums über das Schicksal des im Zweiten Weltkrieg von der Roten Armee in Deutschland erbeuteten Kulturgutes, 4. Auflage, Band 1 und 2, München Otto Sagner 2003. ISBN 3-87690-835-3
- 50 Jahre 17. Juni 1953, Bibliographie, Berlin BWV 2003. ISBN 3-8305-0399-7
- (zus. m. Volkhard Thiede), Bibliographien zum Schrifttum aus und über Osteuropa, München Omnia 1992.
- (zus. m. Henry Glade), Heinrich Böll in der Sowjetunion – Einführung in die sowjetische Böll-Rezeption und Bibliographie der in der UdSSR in russischer Sprache erschienenen Schriften von und über Heinrich Böll, Berlin Erich Schmidt 1980. ISBN 3-503-01617-1
- (zus. m. Vera Ziegler), Russland und die Sowjetunion im deutschsprachigen Schrifttum, Berlin Wiesbaden Otto Harrassowitz 1978. ISBN 3-447-01976-X
- Das sowjetische Schrifttum über die Bundesrepublik Deutschland nebst Berlin (West) – Bibliographisches Jahrbuch, Berlin Wiesbaden Otto Harrassowitz 1971/72(1976)ff. ISBN 3-447-01813-5
- (zus. m. Werner Philipp), Gesamtverzeichnis russischer und sowjetischer Periodika und Serienwerke in Bibliotheken der Bundesrepublik Deutschland und Westberlins, Band 1–4. Berlin Wiesbaden Otto Harrassowitz 1962–1976